# 韓国大衆音楽賞
韓国大衆音楽賞（かんこくたいしゅうおんがくしょう、朝: 한국대중음악상、英: Korean Music Awards、略: KMA）は、韓国の音楽授賞式。主催者は韓国大衆音楽賞選定委員会と九老文化財団、主管者は韓国大衆音楽賞選定委員会と韓国教育放送公社の番組『スペース共感』。韓国のグラミー賞と位置づけられており、既存の歌謡賞の問題点を考慮した代案的な歌謡授賞式典として創立された。

## 沿革
- 2004年 - 第1回実施[3]

## 日程
- 第1回 - 2004年[3]
- 第11回 - 2014年2月28日麻浦区YES24MUVホール[4]
- 第14回 - 2017年2月28日九老アートバレー芸術劇場（MC：SORANのコ・ヨンベ）[1]
- 第21回 ‐ 2024年2月29日20時PRIZMによる生中継

## 受賞者
第11回
- 今年の歌賞 - チョー・ヨンピル
- 最優秀ポップソング賞 - チョー・ヨンピル
- ネチズンが選ぶ今年の音楽家
  - 男性部門 - G-DRAGON
  - 女性部門 - イ・ハイ
  - グループ部門 - EXO
- 最優秀ダンス＆エレクトロニクス音楽賞 - EXO